# 上杉氏
上杉氏（うえすぎし、うえすぎうじ）は、武家・華族だった日本の氏族。京都の地下家だったが鎌倉将軍宗尊親王の関東下向に供奉して武家になったとされ、室町時代には足利氏との血縁から関東管領を世襲して関東に広く勢力を広げた。やがて扇谷・宅間・犬懸・山内の4家に分かれ、扇谷と山内の上杉家が栄えたが、後北条氏との戦いで扇谷が滅ぼされ、山内当主上杉憲政も越後へ逃れ、長尾家出身の長尾景虎（後の上杉謙信）に家督を譲った。謙信は越後を代表する戦国大名となった。その養子の上杉景勝は会津120万石を領して豊臣政権で五大老になったが、関ヶ原の戦いで西軍に付いて敗北し出羽国米沢藩30万石に減転封され、江戸時代前期にさらに15万石に減封された。明治維新後は華族の伯爵家に列した。

## 出自・概略
藤原北家勧修寺流の流れを汲み、鎌倉時代の中頃まで京都の下級貴族地下家の家柄であった。『続群書類従』所載「上杉系図」によれば、1252年、藤原北家勧修寺流支流の地下家の藤原重房が、宗尊親王の鎌倉幕府将軍（皇族初の将軍）就任に従って京都から鎌倉へ下向して武家化し丹波国何鹿郡上杉荘（うえすぎのしょう、現在の京都府綾部市上杉町周辺）を領して、上杉氏を称した。
重房の孫の上杉清子は、足利尊氏の生母として知られる。足利尊氏が室町幕府の初代将軍になると、生母の実家として上杉氏は特に重んじられた。上杉清子の兄の上杉憲房は、上野の守護に任じられ、上杉憲房の子の上杉憲顕は上野・越後・武蔵の守護と関東管領になり、足利氏の姻戚として勢力を伸ばした。関東管領の職を世襲し、一門で上野・越後・武蔵・相模の4か国の守護を占める有力守護大名として栄えた。しかし、従来より鎌倉府に仕え関東に拠点のあった山内上杉家と、当初は室町幕府に仕えて京都に居住した扇谷上杉家が、関東の覇権をかけて内紛を起こし、長享の乱以降は次第に勢力を衰退させる。
戦国時代には関東における覇権を新興勢力である後北条氏に押され、山内上杉家の15代当主上杉憲政は、越後の守護代であった三条長尾家の長尾景虎（後の上杉謙信）に上杉家の家督を譲った。景虎は山内上杉家の家督を継いで上杉政虎（輝虎）と名乗り、関東管領に就任した。これにより再び上杉氏は勢いを取り戻し、謙信晩年には能登・加賀まで勢力を伸ばす。
謙信の家督を継いだ上杉景勝（越後長尾氏の上田長尾家の出身）は豊臣政権の五大老を務め、会津藩120万石、江戸時代は米沢藩30万石（実高51万石）を領した。
後に無嗣の危機に瀕したこともあり15万石（実高33万石）に減知されたが、幕末まで大名としての地位を維持した。明治維新後は華族に列し、伯爵（分家の米沢新田藩は子爵）を授けられた。
ほかに江戸幕府の旗本にも上杉氏4家（上条・深谷・加賀爪・宅間）があり、上条上杉は高家となる。加賀爪上杉と深谷上杉からは、江戸南町奉行・大目付・勘定奉行などを務める当主が出ている。

## 系譜
藤原高藤（勧修寺流）－定方－朝頼－為輔－説孝－頼明－憲輔－盛実－顕憲－盛憲－清房－上杉（藤原）重房

## 歴史

### 鎌倉時代
勧修寺流の藤原顕憲・盛憲父子は摂関家の藤原忠実・頼長に家司として仕えるが、盛憲は保元の乱に連座して配流される。その子である藤原清房は海住山（藤原）長房の養子となって後鳥羽院に仕えるが承久の乱に巻き込まれ、配流された後鳥羽院・伊賀局に随従して隠岐に渡り、院の没後は引き続き京都に戻った伊賀局に仕えている。
清房の子である初代上杉重房は鎌倉幕府の6代征夷大将軍に就いた宗尊親王に従って鎌倉へ下向し、有力御家人の足利氏と姻戚関係を結んだ。重房は元々式乾門院の蔵人であり、その没後は猶子である宗尊に仕えた関係で従ったとされる。また、重房は四条家の家司であり、その関係は南北朝期まで続き、足利氏と朝廷のパイプの一翼を担ったとされる。また、四条隆親の正室は足利氏出身であった。宗尊親王の失脚後、重房が足利氏の被官になったのはその縁とみられる。もっとも、被官といっても上杉氏は家柄もあり、足利家当主の外戚であったことから、家中において重んじられた。

### 南北朝時代
南北朝時代では重房の孫の憲房は妹の清子が足利尊氏・直義兄弟の母であったことから尊氏を助けて功績を立て、上野の守護に任ぜられて関東で南朝方の新田氏と戦った。また、重房の別の孫には師の日印の問答対決を「鎌倉殿中問答」にまとめた題目宗の僧の日静がいる。

### 室町時代
その後、憲房の戦死によって大きな打撃を受けるが、その遺児である憲顕・重能兄弟や甥の朝定は足利尊氏・直義兄弟に重用された。その背景として尊氏兄弟は元々庶子で母方の上杉氏以外に有力な被官が存在しなかったが、先に家督を継いだ足利高義の急逝で異母弟である尊氏が跡を継いだために長年尊氏兄弟を支えた上杉氏が重んじられたことにあった。だが、長年にわたり足利氏の家宰を務め、元々は高義に仕えていたとみられる高氏と対立し、尊氏も高氏を重んじるようになったことから、上杉氏は直義との関係を強め、尊氏・高氏と直義・上杉氏の争いになった観応の擾乱では重能は殺害され、朝定は病死するなど、雌伏の時期を迎える。だが、憲顕が正平18年/貞治2年（1363年）に尊氏の次男で鎌倉公方足利基氏の執事（管領）に任ぜられ、後に初代関東管領として位置づけられ、さらに上野・越後・伊豆の守護を兼ねた。憲顕の活躍で上杉氏は復権し、鎌倉と京都で活躍するが、次第に関東を活動の拠点とするようになる。その結果憲顕を祖とする山内上杉家を嫡流とし、一族から犬懸・宅間・扇谷の諸家が出た（この4家の家名はそれぞれの屋敷のあった鎌倉近郊の地名を由来とする）。
宅間上杉家は早くに衰え、犬懸上杉家は上杉禅秀の乱により主流派から脱落したので、15世紀半ばからは憲顕の子孫山内上杉家と、憲顕の従兄弟の朝定の子孫扇谷上杉家の2家が有力となるが、関東管領の職はもっぱら山内上杉家の当主が独占した。室町時代中頃の山内上杉家当主であった関東管領上杉憲実は足利学校の再興者として歴史に名を残している。その一方、上杉氏と足利公方家の対立が鮮明となり、享徳3年（1454年）には鎌倉公方足利成氏が関東管領上杉憲忠（憲実の子）を殺害したことに発する内乱（享徳の乱）が発生し、関東は応仁の乱よりも十数年早く事実上の戦国時代に突入することとなった。

### 戦国時代・前期
享徳の乱の際、扇谷・山内両上杉家は連合して古河公方足利成氏（鎌倉公方の後身）と敵対していたが、成氏との和睦後は両家で争うようになり（長享の乱）、内紛の末に衰退し、新興の後北条氏に圧迫されるようになる。武蔵に勢力をもっていた扇谷上杉家は、天文15年（1546年）の河越夜戦で後北条氏に敗れて滅亡、上野を本拠としていた山内上杉家の上杉憲政も、河越夜戦以降は後北条氏の攻撃を直に受けるようになって勢力を衰退させていった。
憲政はついに関東を放棄し、もとは家臣筋であり外戚でもあった越後長尾氏を頼った。永禄4年（1561年）、憲政は上杉氏の事実上の嫡流となっていた山内上杉家の名跡と関東管領の職を越後三条長尾家の長尾景虎（後の上杉謙信）に譲り、自身は春日山城に移った。深谷上杉家の上杉憲盛は武蔵にとどまって北条氏との戦闘を継続した。

### 戦国時代・後期
上杉謙信は越後を拠点として領国を関東と北陸に拡大したが、北条氏政との抗争によって武蔵など関東地方の領国をほぼ喪失した。2度の上洛で弾正少弼に任じられ、元亀4年（1573年）8月に越中を平定。天正5年（1577年）7月には七尾城と末森城が自落し、能登を平定。同年9月には、加賀国手取川で織田軍を破る。
佐渡の本間氏、越中の椎名氏・神保氏、飛騨の江馬氏・三木（姉小路）氏、上野の斎藤氏（吾妻郡）・沼田氏（利根郡）、信濃の高梨氏、下野の佐野氏、陸奥の大崎氏をゆるやかな従属下に置いた。加賀一向一揆とは同盟し、松任城に守将を派遣した。能登の畠山氏、出羽の大宝寺（武藤）氏からは人質（畠山義春と大宝寺義氏は上杉姓を名乗った時期もあり、謙信の寄騎として従軍した）を取った。越前の朝倉氏滅亡後には朝倉景嘉を保護した。上杉一族である武蔵の深谷氏も一時的に支配下に置いたが、前述のように北条氏政の姻戚・外交政略により傘下から離脱した。
謙信は晩年、かつての不倶戴天の敵ともいえる北条や武田、父祖の仇である越中一向一揆などと和睦や同盟、不戦の方針に転じ、これが奏功して北陸方面への勢力拡大にはなったが、関東や信濃の諸大名の不満も招いた。
謙信の死後、2人の養子の景勝（上田長尾家出身、謙信の甥）と景虎（北条氏康の子）の間で家督争い（御館の乱）が起こり、この内乱によって従属下の勢力は独立したり、あるいは織田・北条・武田・伊達の傘下に入るなど、上杉家の影響力は著しく低下した。この争いは景勝が勝利して上杉氏の名跡を継承するが、謙信・景勝以降の米沢藩上杉家では、謙信を初代、景勝を2代と称している。なお、景勝自身は母方から越後守護系の上条上杉家の血も引いており、上杉氏本来の血統が断絶したわけではない。

### 安土桃山時代

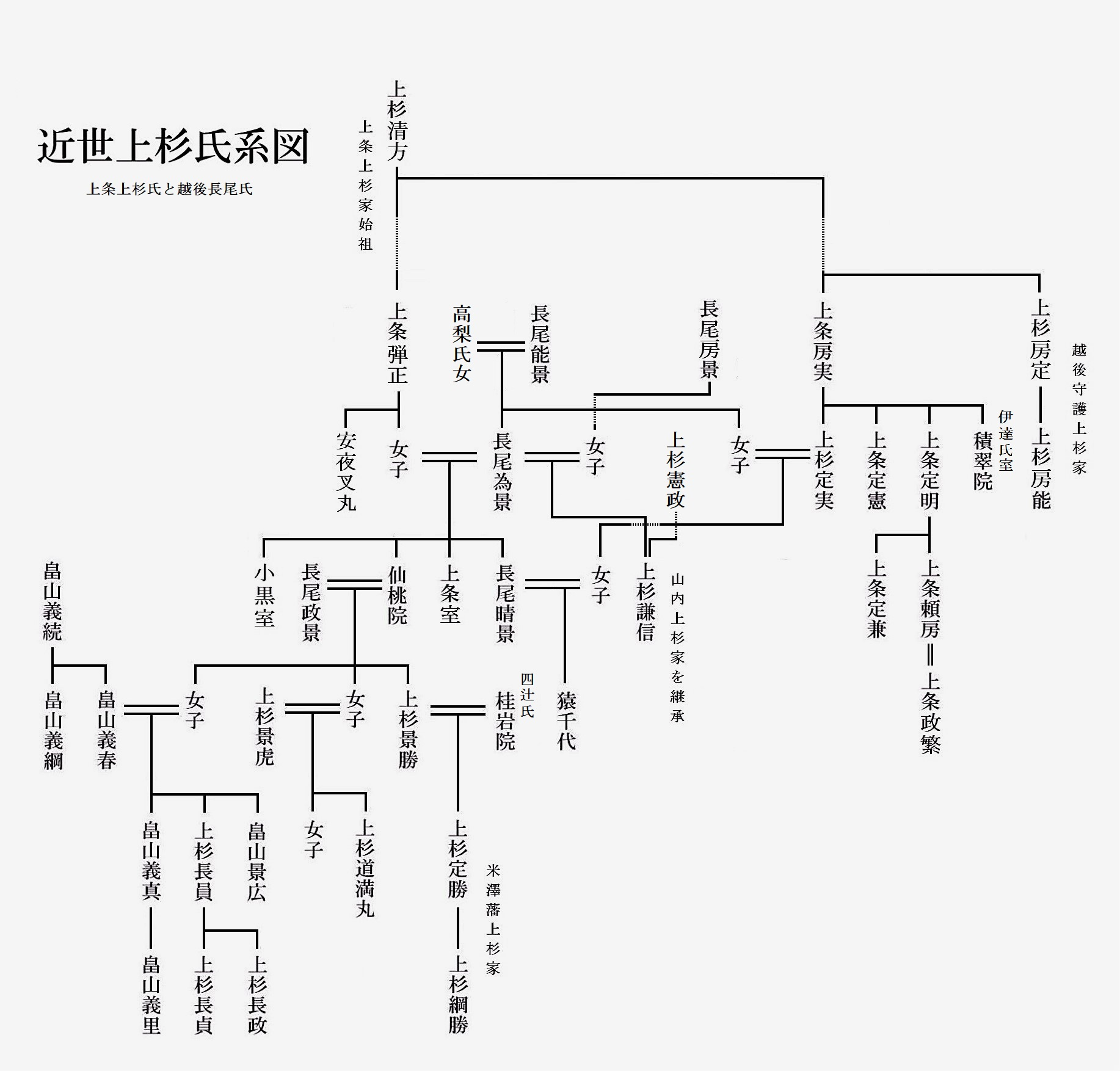
戦国時代から江戸時代初期にかけての上杉氏系図。米沢藩の初代藩主・上杉景勝から第3代藩主・上杉綱勝まで。

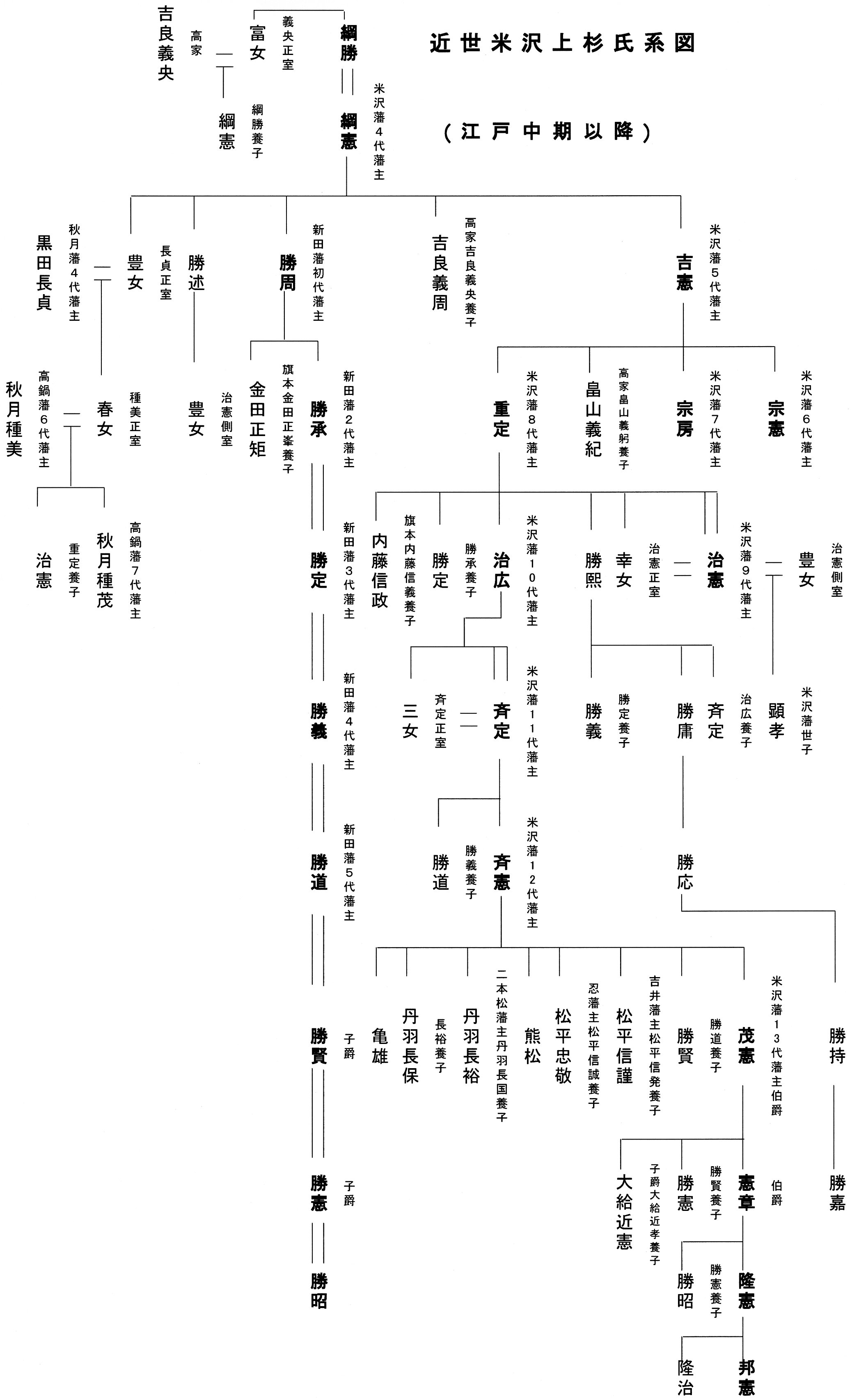
江戸時代中期から平成時代までの上杉氏系図。4代藩主・上杉綱憲から現当主まで。

上杉景勝は織田信長の横死後、信濃・越中に侵攻、天正12年（1584年）には、富山の役に先立ち越中衆が佐々成政に奪われた複数の城も奪還した。翌年に成政が秀吉の大軍の前に降伏し、大坂に留めおかれると、前田利長とともに越中内に城将を置き、佐々遺臣の蜂起に備えた。天正14年（1586年）6月、上洛して秀吉と会見し、養子の畠山義真（当時は上杉姓）を人質として差し出して臣従する。その際、越後5郡（岩船・蒲原2郡は新発田ら揚北衆が自立）・越中半郡（富山城は破却されており、天神山・宮崎など数城のみ）・信濃4郡（小県と上野の吾妻・利根2郡は真田が豊臣大名として独立）を安堵され、左近衛権少将に任じられる。
天正15年（1587年）に下越の新発田重家らを攻略して越後をほぼ再統一（津川城のみ1595年まで伊達のち蒲生領および豊臣直轄）。同年、秀吉から惣無事令にかかわらず、佐渡・出羽両国は上杉家の切り取り勝手とされる。天正17年（1589年）には本間氏を降し、佐渡を平定。豊臣秀吉政権の後期には中納言に昇進して大老の一人となり、小早川隆景の死後、景勝を含む5人の大老は豊臣家五大老と呼ばれるようになる。
文禄4年（1595年）には蒲生騒動が起こり長期化する。景勝は秀吉の命により、東蒲原の津川城に城将を派遣、代わりに新川が前田利長に与えられる。青山吉次が上杉家の越中衆（土肥氏・柿崎氏・舟見氏など）から新川郡内の諸城を受け取る。ここに上杉景勝は越後、佐渡の2か国、信濃川中島、出羽庄内など（他には上方に在京領あり）の領地が確定し、領内に多くの金山を抱える。ただし、津川城代の藤田氏はのちに出奔し、関ケ原で東軍に付くことになる。
慶長3年（1598年）、景勝は隣国の会津に移封され、陸奥国の会津・白河・田村・安達・信夫・伊達・刈田と出羽国庄内（田川郡・飽海郡）・置賜、越後国東蒲原および佐渡などに120万石余を領有した。

### 関ヶ原から江戸時代前期
秀吉の死後、慶長5年（1600年）、上杉景勝は関ヶ原の戦いに際して徳川家康に敵対し、義兄・上杉入庵は東軍に属した（小山軍議で福島・山内の前に発言説あり）。戦後、西軍の景勝は米沢藩30万石（出羽置賜、陸奥伊達、信夫2郡）に減封され、置賜の米沢城を本拠と定めた。入庵の次男・上杉長員は、父とは別に1490石を与えられ高家上杉家の祖となる。
景勝は信達（しんたつ）の両郡には郡代や奉行として佐藤氏や小笠原（古川）氏を置き、信夫郡の福島城、伊達郡の梁川城など両郡内の支城には、本庄氏や春日（香坂）氏、芋川氏などを城主（城代）として統治させた。
上杉定勝は彼らを肝煎として、福島盆地に西根堰（にしねぜき）水路を完成させ、耕地面積を飛躍的に拡大した。
寛文4年（1664年）、定勝の子（景勝の孫）の綱勝が、子供の無いまま急死して廃藩御家断絶の危機を迎えたが、綱勝の正室の父の保科正之（3代将軍徳川家光の庶弟）の尽力により、綱勝の甥で妹婿の吉良義央（上野介、扇谷上杉家の女系子孫）の子の綱憲が綱勝に養子入りした結果、半知15万石で家名存続することを許された。
上杉綱憲は教学振興や歴史編纂といった文治政治に力を入れている。米沢藩学館の始めとなる聖堂・学問所を建設し、聖堂の扁額を「感麟殿」とする。
上杉氏は相次ぐ減封により規模を縮小させたが、越後春日山から持ち込んだ上杉謙信の遺骸を漆で密封した甕を米沢城の本丸内に安置し、謙信崇拝に基づいた誇り高い士風を守った。寛文の半知以後も、中山城・鮎貝城・荒砥城・小国城（館山城については諸説あり）を支城として保持し続ける。一国一城令からも15万石減封からも相当の年数が経ってから、支城を「役屋」、城主（城代）を「役屋将」と改称している。
上杉宗房は、元文3年（1738年）に藩政改革の開巻劈頭となる、年貢分延納を許可する政策などを打ち出す。寛保2年（1742年）には幕府から善政を評価され、旧領であった置賜郡の屋代および村山郡の5万2千石が米沢藩預かり領となり、高畠城と漆山陣屋に城代と役屋将を派遣する。延享3年（1746年）に改革半ばで早世、次々代の治憲（鷹山）まで改革はいったん頓挫することとなった。

### 江戸時代後期から幕末
上杉重定は「乱舞（能）に励むべし」と領内にお触れを出し、藩士や領民にも芸術を奨励した。仕掛けを凝らした豪華な能舞台を作るなど、万事が奢侈に流れた。
秋月家より養子に入った上杉鷹山（治憲）が藩の殖産興業を行って財政を立て直した。天明7年（1787年）には善政を幕府から表彰される。一旦売却した京都の上杉家藩邸を買戻し、高度な工芸品などの技術を収集する拠点とし、米沢織に応用している。
次代の上杉治広も蘭学医術など学問を奨励するなど、文化7年（1810年）に「政治向き格別に行届き、領内治め方よろし」などとして表彰される。続く上杉斉定も天保7年（1836年）に表彰されている。
幕末の藩主上杉斉憲の代にも幕府から表彰され、18万7千石に加増された。斉憲は京都で西国雄藩とも交わり、文久3年（1863年）には徳川家茂の京都上洛に御供して二条城警護にあたる。八月十八日の政変では池田茂政（備前藩主）・池田慶徳（鳥取藩主）・浅野長勲（芸州藩主）らと共に長州藩を擁護した。戊辰戦争では、藩が改易される窮地を救った会津藩主保科正之への恩義もあることから奥羽越列藩同盟に加わることになったため、明治元年8月に斉憲は蟄居・官位褫奪となり、12月に息子の茂憲に屋代4万石を減封した14万7248石の相続が許された。

### 明治
明治維新後、明治2年（1869年）6月の版籍奉還により茂憲は米沢藩知事に就任するとともに華族に列した。明治4年（1871年）の廃藩置県まで藩知事を務めた。明治2年中に米沢新田藩1万石は米沢藩に併合されているが、米沢新田上杉家の勝道にも華族の地位が認められている。
同年、版籍奉還により上杉茂憲は、米沢藩知事となり、版籍奉還の際に定められた茂憲の個人財産たる家禄は、現米で6019石。新田家の勝道の方の家禄は、現米で292石。
明治9年の金禄公債証書発行条例に基づき家禄の代わりに支給された金禄公債の額は、茂憲が10万985円31銭4厘（華族受給者中66位）、新田家の上杉亨（後の勝賢）が、1万3255円4銭3厘（華族受給者中306位）である。茂憲の当時の住居は東京市本郷区本郷元町にあり、当時の家扶は原三左衛門。亨の当時の住居は東京市麻布区麻布鳥居坂町にあった。
廃藩置県後、茂憲は英国留学し、帰国後の1881年（明治14年）5月には沖縄県令となり、その後、元老院議官や貴族院議員を務めた。
明治17年（1884年）7月7日に華族令が公布されて華族が五爵制になると、同日中に宗家の茂憲は旧中藩知事として伯爵に叙せられた。同年7月8日に旧米沢新田藩主家の勝賢も旧小藩知事として子爵に叙せられた。

### 大正から昭和
茂憲の長男の上杉憲章は、英国のケンブリッジ大学に留学した。帰国後、宮内省御用掛となる。長男の定憲は大正8年（1919年）11月6日に8歳で、次男の資憲は大正4年（1915年）6月27日に生後9か月で早世したため、三男の隆憲が父の跡を継ぎ米沢上杉家の当主となった。五男の昭雄は憲章の実弟の米沢新田藩上杉家当主の上杉勝憲の養嗣子となり勝昭と改名した。旧米沢藩士の留学費用も提供したといわれ、その中の一人である中條精一郎は、山形県庁および山形県会議事堂の設計を行なっている。
上杉隆憲は、学習院で初等科から高等科まで学び、東京帝国大学仏文科を卒業。昭和15年（1940年）、徳川家正の次女の敏子と結婚した。昭和19年（1944年）には米沢に移り、山形師範学校助教授となった。戦後、東京に戻り、東京都児童会館長、東京文化会館長などを務めた。昭和25年（1950年）、鶴鳴館（かくめいかん）と呼ばれた旧伯爵邸が上杉家から米沢市に譲渡された。

### 平成から21世紀
宇宙工学者で宇宙航空研究開発機構宇宙科学研究本部教授の上杉邦憲（東京大学大学院・工学博士）は、米沢藩上杉家の16代当主にあたる（謙信から数えて17代目）。平成2年（1990年）に月衛星「ひてん」の打ち上げ、さらに 平成19年（2007年）、惑星探査機「はやぶさ」プロジェクトに従事した。「はやぶさ」の名称は邦憲と川口淳一郎によって旧陸軍の「一式戦闘機 隼」を由来として提案されたという。
また、平成25年（2013年）に駐日大使として赴任したキャロライン・ケネディは「父ジョン・F・ケネディが上杉鷹山を尊敬し、就任演説に代表される考え方に影響を与えた」とスピーチで述べている。
邦憲の長男・上杉裕憲は米沢上杉文化振興財団の理事として、国宝「上杉本洛中洛外図屏風」などを有する上杉博物館の管理運営などに携わっている。令和3年（2021年）10月に裕憲の長男・上杉紀憲（としのり）が誕生している（母は上杉家の越前衆（足羽郡北ノ庄）だった矢尾板氏の出自）。

## 家臣
『上杉家家中苗字尽』天正5年（1577年）には、越後以外でも「一手役」（軍役賦課）を務める武将が列記されている。

### 上野衆
- 那波顕宗（今村城）、倉賀野尚行（山上城）、毛利（北条）高広（厩橋城）

### 越中衆
- 小島職鎮、神保氏張、遊佐左衛門尉、石黒成綱、寺崎盛永、小島国綱、寺島盛徳（神保氏旧臣）

### 能登衆
- 長沢光国、長景連、遊佐続光、三宅長盛、温井景隆、畠山将監（能登畠山氏旧臣）

### 加賀衆
- 下間頼純、七里頼周、坪坂伯耆、藤丸勝俊（加賀一向一揆）

## 主な一族
長尾上杉家以外の系統も江戸時代まで血統が続いた。深谷家嫡流の上杉氏憲の嫡男・憲俊は氏憲と共に久保田氏に改め、氏憲の弟・吉次の子孫は旗本として存続し、幕末ペリー来航時に80代の高齢にもかかわらず、大目付・海岸防禦御用掛を兼務した上杉盛房を子孫から出した。宅間上杉家も旗本になったといわれる。
上杉満定の男系子孫である加々爪家は江戸幕府譜代大名となった。上条政繁（上杉入庵）の次男・上杉長員の子孫は、旗本（高家）上杉家として存続し、領地は下総国印旛郡・千葉郡などである。長男・景広の子孫は能登畠山氏として上杉家に仕え、三男・義真の子孫も旗本（のち高家）畠山家、元禄赤穂事件で上杉綱憲の挙兵を止めたのがその末裔である畠山義寧（千坂や色部だというのは俗説）である。
また米沢藩士としても山本寺家など上杉家の庶流が存続した。上杉氏には数多くの分家があり、上杉頼重、上杉憲房の子の代で分かれた以下の系統が著名である。室町時代は隆盛したが、戦国時代以降の混乱によりいずれも没落しており、その末裔は前記のように旗本や諸藩士になる者が多く、江戸時代に大名として存続したのは三条長尾家から上杉謙信を養子に迎えた山内上杉宗家のみである。また、庶流の加賀爪上杉家は一時的に大名となったが改易された。

### 宅間上杉家
詫間上杉家とも。憲房の養子上杉重能の系統。重能が高師直との政争に破れ死去し、山内上杉家から養子を迎え存続したが、嫡流は次第に山内家に吸収されていった。庶流としては、憲房の一子、上杉重兼の一族がおり、足利持氏の側近を務めた上杉憲直を出している。戦国期には北条氏綱に降り、後北条氏滅亡後は宅間氏を名乗り、徳川家康の旗本となった。

### 犬懸上杉家
憲房の子上杉憲藤の系統。四条上杉家とも。憲藤は足利尊氏の子の千寿王の執事となり犬懸に在住し、犬懸家の祖となったとされる。憲藤の孫の上杉氏憲（禅秀）の代に上杉禅秀の乱により衰退し、関東の政治の主流派からは遠ざかったが、氏憲の子の多くは幕府に仕え血統は存続し、一部は堀越公方の関東執事となるなど、禅秀以降も関東の政治に足跡を残した。しかし、戦国時代を境にその動静は確認できなくなる。

### 山内上杉家
憲房の子上杉憲顕の系統。鎌倉移住以前は椙谷上杉家ともいった。戦国時代に上杉憲政が長尾家出身の上杉謙信（長尾景虎）に家督を譲った。それ以降を特に長尾上杉家とも呼ぶ。山内上杉家の分家として庁鼻和上杉家（後の深谷上杉家）が存在する。また、室町期の佐竹氏本家当主佐竹義人は山内上杉家の出身である。

### 扇谷上杉家
憲房の兄上杉重顕の子の上杉朝定の養子上杉顕定が、鎌倉の扇谷の地に在住したのが始まりである。

### 八条上杉家
二橋上杉家の上杉朝定の子孫が在京し室町幕府に仕え、京都上杉家（八条上杉家）とよばれた。

### 深谷上杉家
山内上杉家の上杉憲顕の実子である上杉憲英が「庁鼻和上杉（こばなわうえすぎ）」を名乗り、憲英の曾孫の房憲より深谷上杉と称した。
深谷上杉家7代当主の上杉憲盛は、永禄12年（1569年）の越相同盟の締結によって深谷城が上杉氏の勢力下に入ると謙信に属す。憲盛の嫡男・氏憲は、父の死後は後北条氏に付き、天正6年（1578年）には北条氏政の養女を正室に迎え、氏政の猶子となる。小田原征伐で後北条氏が敗れた後は、重臣の秋元長朝らが深谷城を開城して豊臣軍に降伏、氏憲は上杉景勝の所領である信濃国更級郡（現・長野市）にて隠居した。氏憲の嫡男・深谷憲俊は景勝から仕官の誘いがあったとも云われるが、1617年に播磨平福藩主の池田輝興に仕えた。
憲盛の次男・吉次の子孫は、徳川家に出仕して500石の旗本となり、上杉盛房は、天保8年（1837年）に70歳で勘定奉行、弘化元年（1844年）に77歳で大目付（役高3000石）に昇進して、安政元年（1854年）に87歳になるまで勤めた。

### 越後守護上杉家
越後では山内上杉家と犬懸上杉家が国衙領を2分割して支配しており、この半分を基盤として犬懸上杉家系の越後上杉家が成立したが、守護職は山内上杉家が継承していた。ところが、越後守護職を継承する山内上杉家系の上杉房方が養子として犬懸上杉家系越後上杉家を継承することで、越後守護を世襲する越後上杉家が成立した（系統的には犬懸上杉家・血統的には山内上杉家に属する。なお、山内上杉家の国衙領は引き続き同宗家が継承する）。越後上杉家から、越後国内に山本寺氏、山浦氏、上条氏を分家した。また、上杉憲実・顕定の2代の山内上杉家当主（関東管領）は越後守護家からの養子である。このため、享徳の乱後は越後上杉家の方が山内上杉家よりも格上とする見方も生じた。守護代の長尾氏と対立するようになり、上杉房定の代には長尾氏を抑え優勢となり全盛期を築き上げた。房定の死後は、上杉定実を擁する長尾為景によって上杉房能が自害に追い込まれるなど下克上され、上杉定実は為景の死後、伊達氏の支援により復権を図るものの天文の乱により挫折し、後継のないまま死去、1550年に断絶した。

### 千秋上杉家（小山田上杉家）
憲房の庶兄上杉頼成の系統。上杉家では庶流筋であるが、子孫としては上杉定頼がおり、彼は一時扇谷上杉家の家督代行を務め、足利持氏に重用され安房国の守護となっている。長尾氏の養子となった上杉藤景の系統でもある。

### 米沢上杉家（米沢藩主家）
上田長尾家出身の長尾顕景は、同じく長尾家出身の上杉謙信の養子となり、名を上杉景勝と改めた。謙信死後、御館の乱を制し、上杉氏の惣領となり、豊臣秀吉に仕え、陸奥会津120万石（会津藩）を領した。秀吉の死後、関ヶ原の戦いでは石田三成ら西軍に付いて敗北。しかし、戦後に家康から罪を許されて出羽米沢（米沢藩）30万石減封となり、1664年（寛文4年）に継嗣問題でさらに15万石（屋代・漆山・岩船に預かり地が7万石あり）に減封されたが、家格は国主とされた。減封されたにもかかわらず家臣を減らさなかったため、財政難に陥り、一時は領地を返上することまで検討されたが、第9代藩主上杉治憲（鷹山）による改革などによって藩政を建て直し、明治に至り伯爵。
江戸藩邸は文政年間当時、外桜田御堀通り（現在の千代田区霞が関1丁目 法務省敷地内）に上屋敷、麻布（現在の港区六本木1丁目および麻布台1丁目）に中屋敷、芝白金（現在の港区芝白金2丁目 目黒通り）に下屋敷があった。また京都藩邸は柳馬場通三条下ル西側に構えていた。ほかに三田（現在の港区三田二丁目、慶應義塾大学グラウンド付近）と芝（現在の港区芝一丁目）に抱屋敷と蔵屋敷。麻布藩邸は上杉綱憲により新築された。

### 米沢新田藩主家（麻布上杉家）
享保4年（1719年）、第4代米沢藩主綱憲の四男・上杉勝周は、兄の吉憲から1万石を分与されて米沢新田藩を立藩した。米沢新田藩の上藩邸が麻布にあったので「麻布上杉家」とも呼ばれた。家老に本間家、城使に山田家など。明治に至り子爵。
9代当主にあたる上杉孝久は、粕谷（かすや）家からの養子。学習院大学卒業後、日本地酒協同組合の理事、日本酒アカデミー株式会社取締役などを務めている。

### 高家上杉家（江戸幕府高家）
上杉謙信の養子政繁の子・長員から始まる上杉家。室町時代に武蔵・上野・越後の守護であった上杉氏は江戸幕府からも高家として重んじられた。
所領は、下総国印旛郡・千葉郡、常陸国河内郡・信太郡などで1,490石。途中で同族の能登畠山家（長員の弟・義真の系統）より養子を迎えるなどあったが、高家として続き、明治に至る。

### 加賀爪上杉家（高坂藩主家）
駿河の今川氏の客将から、江戸幕府の旗本となり、のちに大名となった家系の上杉家。
加賀爪（上杉）忠澄は、江戸南町奉行・大目付などを歴任し、9,500石の大身旗本となる。忠澄の子・直澄はかぶき者で知られ、「旗本奴」として有名だったが、加増されて大名になる。武蔵国高坂藩（遠江国掛塚にも陣屋があり掛塚藩とも）1万石の藩主。次代の直清のとき、旗本成瀬家との境界争いで改易。
加賀爪上杉家は、上杉信澄が1500石（のち定澄に500石を分与）の旗本で存続、明治に至る。
江戸藩邸（上屋敷）は上杉忠澄の頃は日比谷濠の内側（里見忠義の西隣）にあったが、寛政期には西の丸大手門の前（阿部正邦の南隣）に移動している。『江戸図屏風』では、毛利家（長州藩）、上杉家（米沢藩）、浅野家（広島藩）と日比谷御門外の大名小路を挟んで向かい合い、保科正之、酒井忠次の並びに描かれている。

### 鷹司上杉家（上杉伯爵家分家）
万延元年（1860年）5月20日、上杉斉憲の五男・信謹は、上野国吉井藩主松平信発の養子となり、元治2年（1865年）3月26日に信発の隠居にともない家督を相続する。明治12年（1879年）8月4日、隠居して満3歳になる長男の吉井信宝に家督を譲った。ほどなく吉井家を離籍し、実家の上杉家に戻った。同年9月2日に上杉本家（伯爵家）から分家し、鷹司上杉家を建てた。
上杉信謹は明治41年（1908年）11月22日に56歳で卒去した。次男・吉井信照は吉井家分家を立て、上杉家（伯爵家分家）は三男の謹一（のりかず）が継いだ。
謹一の長男・信太郎のあと、信太郎の長男・謹行が継ぐ。

## 庶家
- 山浦家
- 山本寺家
- 上条家
- 八条上杉家
- 千坂氏
- 萩原氏

## 主な拠点・居城など
- 上杉荘
- 河越城（扇谷家）
- 平井城（山内家）
- 上杉館（越後守護）
- 春日山城
- 会津若松城
- 米沢城（米沢藩）
- 七尾城（能登畠山・高家上杉）
- 高坂城（加賀爪上杉）
- 庁鼻和城（深谷上杉）

## 上杉家家訓十六ヶ条
上杉謙信が残したといわれる家訓。なお、上杉神社で御守等を購入すると、家紋とともにその包装に記されている。

## 米沢上杉家伝来の文化財
米沢上杉家には、山内上杉家以来の武具宝物が多数伝わっていた。上杉謙信の愛刀である太刀（ 無銘福岡一文字、号山鳥毛）、短刀（備州長船景光在銘、号謙信景光）は国宝に指定され、その他、「景勝御手選35腰」を筆頭に重要文化財指定、重要美術品認定の刀剣が多数ある。また、槍としては唯一重要文化財に指定されている、豊臣秀吉から拝領の城州埋忠作の槍20本（うち10本は戦後行方不明）も貴重なものである。
また、織田信長から贈られた狩野永徳筆の洛中洛外図屏風（国宝、米沢市上杉博物館蔵）をはじめ、上杉家に伝来した中世以来の文書群である「上杉家文書」（国宝）、直江兼続が所蔵した宋版史記、漢書、後漢書（3件とも国宝、国立歴史民俗博物館蔵）など、武具から文物まで幅広く収蔵されていた。

### 刀剣
重要文化財等の主だった刀剣を挙げる。豊臣秀吉の刀掛けの逸話にもあるが、謙信、景勝ともに長い太刀を好んだと伝えられている。景勝が秘蔵の刀剣の中から35腰を選んだことは有名で、備前刀が多いのが特徴である。ただし、戦後米沢駐留の連合軍に接収され、行方不明となっている刀剣が多い。
- 太刀 無銘（号 山鳥毛）福岡一文字を参照。一文字の最高傑作の評価がある。国宝。個人蔵。
- 大太刀 銘（表）備前国長船兼光（裏）延文二二年二月日 上杉家伝来の延文兼光3口のうちの一振り。重要文化財。東京国立博物館蔵。
- 大太刀 銘（表）備前国長船兼光（裏）延文三年二月日 上杉家伝来の延文兼光3口のうちの1振り。重要文化財。法人蔵。※延文兼光のうち、残りの1振りは連合軍により接収後、未だ行方不明。
- 大太刀 無銘 伝長船元重 無銘ながら山内家以来、元重と伝えられる。重要文化財。上杉神社蔵。
- 大太刀 銘 長谷部国信（号 唐柏）皆焼出来で、近年、アメリカから返還。重要美術品。
- 太刀 銘 一部不詳 伝長船倫光 銘が一部朽ちて判読出来ないが、山内家以来、倫光と伝えられる。重要文化財。上杉神社蔵。
- 太刀 銘 助宗（号 謙信助宗）革包太刀拵付。福岡一文字助宗随一の名刀。重要文化財。松岬神社蔵。
- 太刀 銘 一（号 姫鶴一文字）黒漆合口打刀拵え付。米沢市上杉博物館蔵。
- 太刀 銘 弘口 黒漆打刀拵付。「敵に塩を送る」の返礼に武田信玄から贈られたと伝えられる福岡一文字の太刀。重要文化財。東京国立博物館蔵。
- 太刀 銘 長光 （号 高木長光）金梨地合口打刀拵付。重要文化財。個人蔵。
- 太刀 銘 豊前国行平作 黒漆塗秋草文太刀拵付。重要文化財。佐野美術館蔵。
- 脇差 銘 （表）相模国住人広光（裏）延文五年八月日 黒漆合口拵付。銀無垢ハバキに「被下古河樣」とあり、古河公方から拝領と伝わる、重要文化財。個人蔵。
- 脇差 銘 （表）相模国住人広光（裏）康安二年十月日（号 火車切広光）黒漆小さ刀拵付。重要美術品。佐野美術館蔵。
- 短刀 銘 （表）備州長船住景光 （裏）元亨三年三月日（号 謙信景光）黒漆小さ刀拵付。景光を参照。国宝。埼玉県立歴史と民俗の博物館蔵。
- 短刀 銘 吉光（号 五虎退）腰刀拵付（柄なし）。重要美術品。個人蔵。
- 長巻 無銘 伝備前助包 黒漆長巻拵付。山内家以来、福岡一文字助包と伝えられる。重要文化財。上杉神社蔵。
- 長巻 無銘 伝片山一文字 黒漆長巻拵付 山内家以来、片山一文字と伝えられる。重要文化財。上杉神社蔵。
- 長巻 無銘 伝片山一文字 黒漆長巻拵付 山内家以来、片山一文字と伝えられる。無銘片山一文字は2本伝わる。重要文化財。上杉神社蔵。
- 槍 銘 城州住埋忠作 文禄二年十二月日 黒漆赤銅金銀金具拵付。豊臣秀吉から景勝が拝領した20本のうち10本（上杉神社蔵）は重要文化財。駐留した米兵が槍投げ遊びに使った為、一部損傷がある。他の10本（重要美術品）は戦後行方不明。

### 甲冑

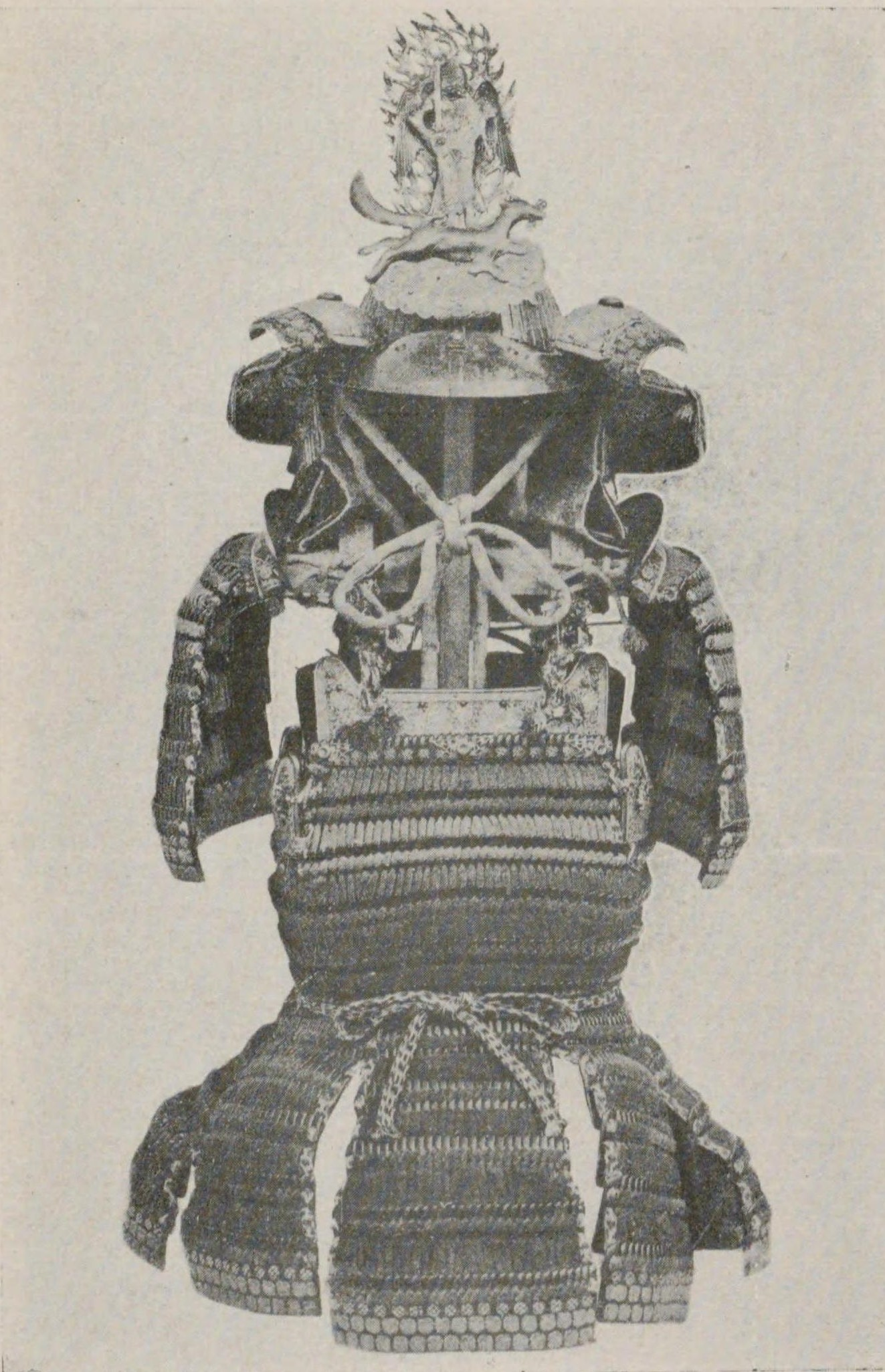
上杉謙信所用の色々威腹巻（上杉神社蔵、重要文化財）

上杉家の甲冑の特徴に、謙信考案の「上杉錣」（うえすぎしころ）がある。普通の兜は一重錣だが、更に内側に錣（多くは鉄鎖）を設けて二重錣とし、防御力を高めている。甲冑は、さほど米沢から散逸しておらず、上杉神社、宮坂考古館に多数所蔵されている。上杉家の甲冑以外にも、「愛」の前立で知られる直江兼続の甲冑は上杉神社に、前田利益の甲冑は宮坂考古館に所蔵されている。
- 色々威腹巻　謙信所用と伝わる。重要文化財。上杉神社蔵。

### 絵画
- 『洛中洛外図屏風』 - 狩野永徳筆　織田信長が上杉謙信へ贈る。国宝。米沢市上杉博物館蔵
- 『徒然草図屏風』（上杉屏風徒然草） - 徒然草から二十八の場面が描かれている。右隻第一扇・上（序段）から左隻第六扇・下（第百三十四段）まで[78]。
- その他、上杉謙信が崇拝した密教系の曼荼羅、仏画数点が上杉神社にあり。重要文化財。

### 文書典籍
- 上杉家文書 - 米沢上杉家に伝来した重要文書群。未表装で、上杉家で受け取った当時のままの形態を残す文書が多数残っており、歴史研究、古文書研究上、極めて貴重な資料である。国宝。米沢市上杉博物館蔵
- 宋版史記、漢書、後漢書 - 直江兼続旧蔵と伝わる。江戸期には米沢藩の藩校である、米沢興譲館文庫に収められていた。国宝。国立歴史民俗博物館蔵。

### その他
- 陣羽織類　謙信所用の陣羽織が残されており、南蛮渡来のマントを加工したもの、羅紗を加工したもの等数点あり。重要文化財。上杉神社蔵。
- 胴服等の衣類、謙信愛用の琵琶、馬上杯などが残されている。重要文化財指定は多数。多くは上杉神社蔵。